# Antonie Adelbert Schouten
Antonie Adelbert Schouten (Maasland, 29 oktober 1909 – 20 december 1984) was een Nederlands politicus van de CHU.
Hij werd geboren als zoon van Gerrit Schouten (1878-1941) en Cornelia Johanna Hendrina Numans (1877-1957). Zijn vader was notaris en diens vader, Antonie Adelbert Schouten (1850-1930), was predikant in Wamel en Dreumel. Zelf was hij vanaf de jaren 30 gemeentesecretaris van Dodewaard tot hij in 1958 benoemd werd tot burgemeester van Zuid-Beijerland. Vanaf 1967 was Schouten de burgemeester van de gemeenten Everdingen en Hagestein. In november 1974 ging hij daar met pensioen en tien jaar later overleed hij op 75-jarige leeftijd.